# Рюненберг
Рюненберг (нем. Rünenberg) — коммуна в Швейцарии, в кантоне Базель-Ланд. 
Входит в состав округа Зиссах. Население составляет 775 человек (на 31 декабря 2007 года). Официальный код  —  2860.